# Шолохов, Леонид Сергеевич
Леонид Сергеевич Шолохов (2 августа 1905, Борисоглебск, Тамбовская губерния — 1967, Ленинград) — советский живописец и педагог, член Ленинградского Союза художников.

## Биография
Шолохов Леонид Сергеевич родился 2 августа 1905 года в Борисоглебске Тамбовской губернии в семье потомственных жителей Борисоглебска Сергея Александровича и Марии Яковлевны Шолоховых. В 1913—1925 годах учился в школе-девятилетке в Борисоглебске. Одновременно занимался живописью и рисунком в студии Пролеткульта под руководством выпускника Пензенского художественного училища. Затем работал как ученик, помощник декоратора в Борисоглебском драматическом театре имени Н. Г. Чернышевского.
В 1925 году для продолжения художественного образования уехал в Ленинград. В 1925—1929 годах учился в Ленинградском художественно-промышленном техникуме, в 1929—1937 годах — в ВХУТЕИН-ИНПИИ-ЛИЖСА. Занимался у Михаила Бернштейна, Александра Савинова. В 1937 окончил институт по мастерской А. Савинова с присвоением звания художника живописи. Дипломная работа — картина «Красная разведка».
Участник художественных выставок с 1929 года. До 1932 года был членом молодёжной организации АХР.
После института в 1937—1939 годах преподавал в СХШ при Всероссийской Академии художеств.
С 1941 года — участник войны с финнами и Великой Отечественной войны. Сражался на Ленинградском и Дальневосточном фронтах. Демобилизован в марте 1946 года с Дальневосточного фронта. Награждён орденом Красной Звезды, медалями «За оборону Ленинграда», «За победу над Германией», «За победу над Японией».
После возвращения с фронта в 1946 году вернулся к преподавательской работе в СХШ, где трудился до последних дней жизни. Среди учеников художника, оставивших опубликованные воспоминания о нём, — Михаил Шемякин, Эдуард Кочергин. Работал по договорам с ЛенИзо, занимался общественной работой, возглавляя ревизионную комиссию ЛССХ, работал, собирая материалы по жанровой картине в цехах на Кировском заводе. Среди произведений картины «Борисоглебск», «Охтинское лесничество», «Суханово», «Борисоглебск. Мост» и другие. Скончался в 1967 году в Ленинграде.

## Семья
- Двоюродный брат — художник Пётр Шолохов.
- Жена — архитектор и художница Беба Збарж (1914—1965), сестра доктора медицинских наук Я. М. Збаржа[5].
  - Дочь — архитектор Галина Леонидовна Шолохова (1935—2016), профессор кафедры архитектуры Институтa живописи, скульптуры и архитектуры имени И. Е. Репина. 
    - Внуки — журналист Сергей Шолохов и архитектор Алексей Шолохов.